# Championnat de Hong Kong de football 1987-1988
Navigation
Saison précédente Saison suivante
La saison 1987-1988 du Championnat de Hong Kong de football est la quarante-troisième édition de la première division à Hong Kong, la First Division League. Elle regroupe, sous forme d'une poule unique, les neuf meilleures équipes du pays qui se rencontrent trois fois. En fin de saison, pour permettre le passage du championnat à 10 équipes sur deux saisons, les deux derniers du classement sont relégués et remplacés par les trois meilleurs clubs de Second Division League, la deuxième division hongkongaise.

## Description
C'est le club de South China AA, double tenant du titre, qui remporte à nouveau le championnat cette saison après avoir terminé en tête du classement final, à égalité de points mais avec une meilleure différence de buts que Happy Valley AA et dix-neuf points d'avance sur Sing Tao SC. C'est le vingt-deuxième titre de champion de Hong Kong de l'histoire du club, qui réalise encore le doublé en s'imposant face à Tsuen Wan FC en finale de la Coupe de Hong Kong.

## Clubs participants
- May Ching FC - Promu de D2
- South China AA
- Eastern AA
- Happy Valley AA
- Po Chai Pills FC - Promu de D2
- Sing Tao SC - Promu de D2
- Tsuen Wan FC
- Double Flower FA
- Sea Bee FC

## Compétition
Le barème de points servant à établir les classements est modifié à partir de cette saison et se décompose ainsi :
- Victoire : 3 points
- Match nul puis victoire lors des tirs au but : 2 points
- Match nul puis défaite lors des tirs au but : 1 point
- Défaite : 0 point

### Classement
| Rang | Équipe             | Pts | J  | G  | N   | P  | Bp | Bc | Diff |
| ---- | ------------------ | --- | -- | -- | --- | -- | -- | -- | ---- |
| 1    | South China AA'T'C | 60  | 24 | 18 | 2/2 | 2  | 51 | 13 | +38  |
| 2    | Happy Valley AA    | 60  | 24 | 16 | 5/2 | 1  | 40 | 10 | +30  |
| 3    | Sing Tao SCP       | 41  | 24 | 10 | 5/1 | 8  | 27 | 26 | +1   |
| 4    | Sea Bee FC         | 32  | 24 | 8  | 1/6 | 9  | 28 | 28 | 0    |
| 5    | Double Flower FA   | 30  | 24 | 6  | 5/2 | 11 | 21 | 30 | -9   |
| 6    | Eastern AA         | 29  | 24 | 6  | 3/5 | 10 | 21 | 34 | -13  |
| 7    | Tsuen Wan FC       | 29  | 24 | 5  | 6/2 | 11 | 16 | 36 | -20  |
| 8    | Po Chai Pills FCP  | 25  | 24 | 5  | 2/6 | 11 | 20 | 35 | -15  |
| 9    | May Ching FCP      | 18  | 24 | 3  | 2/5 | 14 | 21 | 33 | -12  |

|  | Qualification pour la Coupe d'Asie des clubs champions 1988-1989           |
|  | Relégation directe en deuxièùme division                                   |
|  | T : Tenant du titre C : Vainqueur de la Coupe de Hong Kong P : Promu de D2 |

## Bilan de la saison
| Championnat de Hong Kong de football 1987-1988 |                            |
| Champion                                       | South China AA (22e titre) |
| Coupes et trophées                             |                            |
| Vainqueur de la Coupe de Hong Kong 1987-1988   | South China AA             |
| Qualifications continentales                   |                            |
| Coupe d'Asie des clubs champions 1988-1989     | South China AA             |
| Promotions et relégations                      |                            |
| Promus en First Division League                | Tin Tin FC                 |
| Promus en First Division League                | Hong Kong FC               |
| Promus en First Division League                | Hong Kong Police FC        |
| Relégués en Second Division League             | Po Chai Pills FC           |
| Relégués en Second Division League             | May Ching FC               |